# Wrzesień 2016

## 30 września
- Co najmniej dwie osoby zginęły, a 15 zostało rannych w pożarze, który wybuchł w szpitalu w Bochum na zachodzie Niemiec. W akcji gaszenia pożaru uczestniczyło 200 strażaków. (tvn24.pl)
- Siły izraelskie zastrzeliły wczoraj młodego Palestyńczyka, który zaatakował nożem żołnierza pełniącego służbę w punkcie kontrolnym Kalandia między Jerozolimą a Zachodnim Brzegiem Jordanu. (onet.pl)
- W Jerozolimie odbył się pogrzeb byłego prezydenta Izraela Szimona Peresa. Tysiące Izraelczyków i idziesiątki delegacji z całego świata pożegnały jednego z najważniejszych przywódców Państwa Żydowskiego, który zmarł w 28 września 2016 w wieku 93 lat. Wśród światowych przywódców, którzy uczestniczyli w uroczystościach, byli m.in. Barack Obama, Mahmud Abbas i książę Karol; Polskę reprezentował prezydent Andrzej Duda, a UE Donald Tusk. (wp.pl)
- Bułgarski parlament wprowadził zakaz noszenia burek. Pojawienie się kobiety w muzułmańskim stroju okrywającym całe ciało ma być karane grzywną w wysokości co najmniej 200 lewów (100 euro). Ustawa została przyjęta na wniosek nacjonalistycznego Frontu Patriotycznego. (tvn24.pl)
- Volkswagen wypłaci swym dilerom w USA ponad 1,2 mld dolarów za straty spowodowane tzw. aferą spalinową. (tvn24bis.pl)
- Włoska policja odnalazła dwa obrazy Vincenta van Gogha, które zostały wykradzione w 2002 roku z muzeum tego artysty w Amsterdamie. Płótna pt. „Widok na morze w Scheveningen” (1882) i „Kongregacja opuszczająca reformowany w Nuenen” (1884/1885) znaleziono w Neapolu. (tvn24.pl)
- Misję zakończyła sonda kosmiczna Rosetta kontrolowanym upadkiem na powierzchnię komety 67P/Czuriumow-Gierasimienko (GW)

## 29 września
- 35 osób zmarło, a kolejne 30 znalazło się szpitalach na wschodzie Ukrainy na skutek spożycia podrobionej wódki. Większość zatruć miała miejsce w obwodzie charkowskim i donieckim. (onet.pl)
- W wypadku kolejowym, do którego doszło w porannym szczycie komunikacyjnym na stacji Hoboken w aglomeracji Nowego Jorku zginęła jedna osoba, a co najmniej 65 zostało rannych. Z niewiadomego powodu pociąg podmiejski nie zatrzymał się w wyznaczonym miejscu i uderzył w stację. (wp.pl, tvn24.pl)
- W Hiszpanii aresztowano 13 osób (obywateli Hiszpanii i Polski) za dystrybucję nielegalnego tytoniu w internecie. Policja przejęła 100 t wartego 16 milionów euro tytoniu, który znaleziono w magazynach na wschodzie od Walencji oraz w Badajoz, na zachodzie kraju. (wp.pl)
- Turecka Najwyższa Rada Radia i Telewizji podała, że ze względu na powiązania z udaremnionym lipcowym zamachem stanu zamkniętych zostanie 12 kanałów telewizyjnych. (tvn24.pl)
- Ponad pół tysiąca żołnierzy piechoty morskiej Floty Bałtyckiej wzięło udział w manewrach, których scenariusz zakładał odparcie desantu sił wroga na plaże obwodu królewieckiego. Rosjanie musieli uniemożliwić przeprowadzenie ataku od strony Bałtyku. Ćwiczenia odbyły się na terenie poligonu Chmielewka. (wp.pl)
- Sonda Rosetta Europejskiej Agencji Kosmicznej rozpoczęła ostatni etap swojej 12-letniej misji, czyli samobójczy lot w kierunku komety 67P/Czuriumow-Gierasimienko, o której powierzchnię rozbije się. W wyniku tego naukowcy chcą uzyskać nowe informacje. (wp.pl)
- Na terenie dawnego miasta Etrusków w Vulci w Lacjum archeolodzy znaleźli 17 grobów wypełnionych ozdobnymi przedmiotami z brązu, wazami i biżuterią. W jednym z nich odkryto złote kolczyki i dwie figurki syren, w innym lusterko z brązu, pierścionki i pomalowaną wazę. Łącznie odnaleziono ponad 30 przedmiotów. (onet.pl)

## 28 września
- W ataku amerykańskiego drona na pozycje Państwa Islamskiego we wschodnim Afganistanie zginęło co najmniej 21 osób. Wstępnie poinformowano również o co najmniej 13 zabitych cywilach i 12 rannych osobach w ataku na budynek mieszkalny na ogarniętym konfliktem obszarze w prowincji Nangarhar. (tvn24.pl)
- Co najmniej cztery osoby zginęły, a ponad 500 zostało rannych po przejściu nad Tajwanem tajfunu Megi. Miliony osób zostały pozbawione prądu, a kilkaset tys. domów zostało odciętych od dostępu do bieżącej wody. Z terenów dotkniętych przez tajfun na Tajwanie ewakuowano prawie 15 tys. osób., z kolei z wybrzeża Chin ewakuowano 120 tys. ludzi. (onet.pl)
- Premier Beata Szydło poinformowała o dymisji ministra finansów Pawła Szałamachy, którego obowiązki przejmie wicepremier Mateusz Morawiecki. (onet.pl)
- Szwajcarski wojskowy śmigłowiec Eurocopter Super Puma rozbił się w nad Przełęczą Świętego Gotarda. Zginęli obaj piloci, a trzeci członek załogi został ciężko ranny. (tvn24.pl)
- W wieku 93 lat zmarł Szimon Peres – były prezydent i premier Izraela, laureat Pokojowej Nagrody Nobla (1994). (wiadomosci.wp.pl)

## 27 września
- Co najmniej 18 osób zginęło w eksplozji gazu, do której doszło wczoraj podczas nielegalnego wydobycia węgla w mieście Shizuishan na północy Chin. Wybuch nastąpił w niewielkiej kopalni, gdy pod ziemią pracowało 20 osób. (onet.pl)
- Dwaj żołnierze podejrzewani o związki z talibami zabili co najmniej 12 śpiących kolegów. Doszło do tego w nocy w koszarach na obrzeżach Kunduzu na północy Afganistanu. Sprawcy zbiegli. (wp.pl)
- 56-letni Amerykanin Jim Yong Kim został ponownie wybrany na prezesa Banku Światowego. Jego wyboru jednomyślnie dokonał zarząd wykonawczy BŚ. Swą pięcioletnią kadencję rozpocznie 1 lipca 2017 roku. (tvn24bis.pl)
- O godz. 23.57 lokalnego czasu w pobliżu wyspy Rodos wystąpiło trzęsienie ziemi o magnitudzie 5,2. Epicentrum było zlokalizowane na Morzu Egejskim, 25 km na północny zachód od miejscowości Embonas w zachodniej części greckiej wyspy. Hipocentrum znajdowało się na głębokości 81,9 km. Nie ma doniesień o szkodach i ofiarach. (tvnmeteo.tvn24.pl)
- W ciągu kilku dni na Ukrainie 23 osoby zmarły po spożyciu podrabianego alkoholu. (tvn24.pl)

## 26 września
- Kilka osób zostało rannych w strzelaninie, do której doszło w centrum handlowym w Houston. (onet.pl)
- Prezydent Ukrainy Petro Poroszenko wydał dekret o demobilizacji poborowych ze strefy konfliktu z separatystami w Donbasie na wschodzie kraju. (tvn24.pl)
- W Azerbejdżanie odbyło się referendum konstytucyjne. Wyborcy decydowali o zatwierdzeniu 29 poprawek do Konstytucji, głównie związanych ze wzmocnieniem uprawnień prezydenta. (bankier.pl)
- W Wilnie na starówce odsłonięto schody im. Czesława Miłosza. Wyryto na nich cytaty z twórczości noblisty, po litewsku i po polsku. (onet.pl)
- Na poligonie pod Astrachaniem na południu Rosji wojsko przeprowadziło ćwiczenia z użyciem rakiet typu Iskander-M. Biuro prasowe Wschodniego Okręgu Wojskowego podało, że cele ćwiczeń zostały osiągnięte. (wp.pl)
- Naukowcy z NASA, przy pomocy Kosmicznego Teleskopu Hubble’a, uchwycili na zdjęciach prawdopodobne gejzery wodne wybuchające na powierzchni jednego z księżyców Jowisza, Europy. (onet.pl)

## 25 września
- Sześć osób zginęło i 18 zostało rannych w wyniku zamachu samobójczego dokonanego w Bagdadzie. Zamachowcem samobójcą był irakijski dżihadysta, który zdetonował ładunek wybuchowy założony na siebie. (onet.pl)
- W strzelaninie w kampusie uniwersyteckim w stanie Illinois zginęła jedna osoba, a pięć osób trafiło do szpitala. (wp.pl)
- Osiem osób zostało rannych w wyniku strzelaniny w Baltimore, w której brało udział trzech napastników z pistoletami i strzelbą. Sprawcy uciekli z miejsca zdarzenia. (wp.pl)
- 20 tys. osób protestowało na ulicach Helsinek przeciwko rasizmowi w związku ze śmiercią 28-letniego mężczyzny, pobitego przed tygodniem podczas neonazistowskiego marszu w stolicy Finlandii. (tvn24.pl)
- W Republice Serbskiej na terenie Bośni i Hercegowiny zakończyło się referendum w sprawie ustanowienia dnia 9 stycznia świętem narodowym bośniackich Serbów. Organizatorzy podali, że niemal 100% głosujących opowiedziało się za ustanowieniem święta. (wp.pl)

## 24 września
- Co najmniej 47 osób zginęło podczas bombardowań Aleppo, przeprowadzonych przez syryjskie i rosyjskie lotnictwo. (onet.pl)
- 18 osób poniosło śmierć, a 21 zostało rannych w rezultacie dwóch ataków samobójczych w pobliżu miasta Tikrit w Iraku. Jeden z zamachowców, który zastrzelił pięciu policjantów i dwóch świadków zdarzenia został zabity w pobliżu punktu kontrolnego. Dwaj pozostali napastnicy wysadzili się w wypełnionej ładunkami wybuchowymi półciężarówce. Do zamachów przyznało się Państwo Islamskie. (wp.pl)
- Cztery osoby zginęły w strzelaninie w centrum handlowym Cascade Mallc w mieście Burlington na przedmieściach Seattle w stanie Waszyngton w USA. Sprawca, który otworzył ogień do osób robiących zakupy, zbiegł. (wp.pl)
- Międzynarodowa Organizacja ds. Migracji podała, że ponad 3500 migrantów straciło życie w 2016 roku, próbując dotrzeć do Europy przez Morze Śródziemne. (wp.pl)
- Francja zabroniła używania plastikowych kubków, sztućców i talerzy, co jest częścią większego projektu na rzecz ochrony środowiska. (wp.pl)

## 23 września
- 91 osób zginęło a co najmniej kilkadziesiąt zostało rannych w bombardowaniach przez siły rządowe opanowanej przez rebeliantów części Aleppo na północy Syrii. (onet.pl)
- W wyniku starć z policją w mieście Kananga na południu Demokratycznej Republiki Konga zginęło ponad 10 osób. Manifestanci w Kanandze zaatakowali miejscowe lotnisko. Przewidziane w Kinszasie spotkanie opozycji z władzami w ramach tzw. dialogu narodowego zostało odwołane. Z udziału w dialogu wycofał się Kościół. (wp.pl, onet.pl)
- Ośmiu strażaków zginęło w wielkim pożarze magazynu wyrobów plastikowych w Moskwie. (wyborcza.pl)
- Ministrowie obrony Francji i Indii, Jean-Yves Le Drian i Manohar Parrikar, podpisali w Delhi umowę na sprzedaż 36 myśliwców Dassault Rafale. Kontrakt jest wart ok. 8 mld euro. (onet.pl)
- Brazylijski Petrobras poinformował o sprzedaży Kanadzie za 5,19 mld dolarów 90 proc. aktywów firmy Nova Transportadora do Sudeste, która zarządza liczącymi 2700 km gazociągami tego państwowego koncernu naftowego. (onet.pl)
- Hakerzy wykradli informacje z 500 milionów kont użytkowników Yahoo!. W ręce cyberprzestępców trafiły imiona i nazwiska użytkowników, ich daty urodzenia, adresy elektroniczne, numery telefonów, zahaszowane hasła, a także pytania i odpowiedzi pomocnicze, które służą weryfikacji tożsamości użytkownika. (wp.pl)
- Na Uniwersytecie Harvarda w Bostonie 26. odbyła się gala rozdania Ig Nobli, nagród za najbardziej ekscentryczne osiągnięcia naukowe. Tegoroczni zwycięzcy to m.in. brytyjski naukowiec żyjący w Alpach przez rok wśród kóz, Szwed, autor trylogii o kolekcjonowaniu owadów, czy egipski lekarz, który badał na szczurach jak noszenie spodni wpływa na ich życie seksualne. (wp.pl)
- W trakcie Synodu Kościoła Zielonoświątkowego w RP dotychczasowy prezbiter naczelny Kościoła bp Marek Kamiński został wybrany na kolejną, trzecią kadencję. Wybrano również prezydium Naczelnej Rady Kościoła. (ekumenizm.pl)
- Trzęsienie ziemi o magnitudzie 6,1 nawiedziło wschodnią Rumunię. Epicentrum trzęsienia znajdowało się w punkcie oddalonym o 149 km na północ od Bukaresztu i 66 km na północny wschód od miasta Buzău. Wstrząsy wystąpiły na 91,25 km, co „wygłuszyło” wstrząsy. Brak doniesień o ofiarach lub stratach materialnych. (wp.pl)
- Trzęsienie ziemi o sile 6,3 stopnia w skali Richtera odnotowano w Japonii. Miało ono miejsce około 230 km na południowy wschód od Tokio. Nie ma informacji dotyczących ofiar i szkód. (wp.pl)

## 22 września
- Co najmniej 45 osób zginęło w atakach lotniczych na pozycje rebeliantów w Aleppo na północnym zachodzie Syrii. (tvn24.pl)
- Dziewięć osób zostało rannych, a 44 zatrzymano podczas drugiej nocy gwałtownych protestów po zastrzeleniu przez policję czarnoskórego mężczyzny w Charlotte w Karolinie Północnej. (wp.pl)
- Rząd Portugalii utworzył specjalną jednostkę antyterrorystyczną, złożoną z funkcjonariuszy służb bezpieczeństwa, policji oraz Urzędu ds. Cudzoziemców i Granic. Jednym z jej głównych zadań jest monitorowanie przyjętych przez kraj uchodźców. (onet.pl)
- W rosyjskim Południowym Okręgu Wojskowym utworzone zostaną do końca roku dwa dywizjony artylerii samobieżnej: jeden wyposażony w moździerze samobieżne 2S4 Tulipan, a drugi w działa samobieżne 2S7M-Małka. (onet.pl)
- W Szwecji przyznano nagrody Right Livelihood Award. Ich laureatami zostały osoby i organizacje „wnoszące wkład w rozwiązywanie kluczowych problemów ludzkości” z Syrii, Egiptu, Rosji oraz Turcji. (onet.pl)

## 21 września
- Łódź przewożąca 600 migrantów wywróciła się u wybrzeży muhafazy Kafr asz-Szajch w północnym Egipcie. Według lokalnych urzędników zginęły co najmniej 42 osoby. (wp.pl)
- Trzy osoby zginęły w katastrofie helikoptera Mi-8 należącego do służb ratowniczych Ministerstwa ds. Sytuacji Nadzwyczajnych. Do katastrofy doszło w pobliżu osiedla Oktiabrskij, leżącego około 30 km na południowy wschód od Moskwy. (wp.pl)
- Kilkunastu policjantów zostało rannych w zamieszkach, które wybuchły dzisiejszej nocy w Charlotte w Karolinie Północnej, gdzie policja zastrzeliła czarnoskórego mężczyznę stwarzającego zagrożenie. Policja użyła gazu łzawiącego. (onet.pl)
- Wszystkie szkoły na Wyspie Księcia Edwarda zostały ewakuowane z powodu zagrożenia bombowego. Łącznie ewakuowano 19 tys. uczniów z 60 placówek. (onet.pl)
- W stolicy Białorusi podpisano porozumienie ramowe o wycofaniu oddziałów wojskowych i sprzętu z trzech stref na linii rozdziału między ukraińskimi siłami rządowymi a prorosyjskimi separatystami w Donbasie. (onet.pl)

## 20 września
- W Meksyku znaleziono zwłoki dwóch księży, których wcześniej porwano a następnie zastrzelono. Do morderstwa doszło w stanie Veracruz na wschodzie kraju. (wp.pl)
- Jeden pilot zginął, a drugi jest ranny po katastrofie samolotu szpiegowskiego U-2 Dragon Lady w północnej Kalifornii. Do tragedii doszło na północ od Sacramento, w hrabstwie Sutter. Maszyna rozbiła się tuż po starcie podczas lotu szkoleniowego. (onet.pl)
- Co najmniej 8,9 tys. osób, w tym 3,5 tys. cywilów i 5,4 tys. dżihadystów, zginęło w atakach rosyjskiego lotnictwa w Syrii od 30 września 2015 roku, gdy Rosja rozpoczęła naloty. (tvn24.pl)
- W Calais nad kanałem La Manche, gdzie w prowizorycznym obozowisku koczują migranci chcący dotrzeć do Wielkiej Brytanii, rozpoczęto prace związane z budową żelbetowego muru o wysokości 4 m. Ma on chronić dostęp do drogi, portu i tunelu pod La Manche. (wp.pl)
- Prezydent Rosji Władimir Putin podpisał dekret o zmniejszeniu stanu zatrudnienia w resorcie MSW i podległych mu organach, w wyniku czego pracę straci 163 tys. osób, w tym 700 to bezpośrednio pracownicy ministerstwa. (wp.pl)
- Na poligonie Kapustin Jar pod Astrachaniem wystartowały manewry z udziałem 1,5 tys. żołnierzy i 300 jednostek sprzętu. Uczestniczyli w nich żołnierze jednostek obrony przeciwlotniczej Zachodniego Okręgu Wojskowego. Na poligon w północno-zachodniej części obwodu astrachańskiego zostały przerzucone oddziały z obwodów moskiewskiego, niżnienowogrodzkiego, smoleńskiego i iwanowskiego. (tvn24.pl)
- Rozpoczęły się ćwiczenia taktyczne lotnictwa morskiego Floty Bałtyckiej mające na celu sprawdzenie gotowości bojowej. W ćwiczeniach wzięło udział ponad 500 żołnierzy, w tym personel naziemny i piloci myśliwców Su-27, bombowców Su-24, śmigłowców Mi-24, Mi-8 i Ka-27 oraz samolotów transportowych An-26. Ćwiczenia podzielono na 15 zadań taktycznych: od procedur przechwytywania maszyn wroga przez niszczenie celów nawodnych i powietrznych po poszukiwanie okrętów podwodnych przeciwnika. (wp.pl)
- W pobliżu Japonii wystąpiło trzęsienie ziemi o magnitudzie 6,1. Epicentrum znajdowało się prawie 400 km od wyspy Izu, na południowy wschód od Honsiu. Wstrząsy wystąpiły na głębokości 33 km. Nie ma informacji o zniszczeniach i ofiarach. (wp.pl)

## 19 września
- Co najmniej 17 osób (14 cywilów i trzech policjantów) zginęło w starciach w Kinszasie, stolicy Demokratycznej Republiki Konga, gdzie doszło do antyrządowych manifestacji przeciwko prezydentowi Josephowi Kabili. Do wybuchu przemocy i plądrowania sklepów doszło podczas manifestacji opozycji. (wp.pl)
- Doszło do ostrzału z powietrza 18 ciężarówek jadących w konwoju z pomocą humanitarną ONZ i Syryjskiego Arabskiego Czerwonego Półksiężyca dla prowincji Aleppo. W ataku w Urm al-Kubra zginęło 20 osób (wolontariuszy i kierowców), zniszczono też znaczną część transportowanych materiałów. (wp.pl, onet.pl)
- Sześć osób zginęło, a trzech żołnierzy odniosło rany podczas ataku grupy dżihadystów z Boko Haram na kolumnę ciężarówek eskortowaną przez nigeryjską armię. Do ataku doszło na drodze z Damboa do Maiduguri w prowincji Borno. Ciężarówki znalazły się w zasadzce po tym, gdy zostały zatrzymane przez grupę ludzi proszących o żywność. (onet.pl)
- Dwie osoby zginęły, a siedem zostało rannych w wyniku strzelaniny, do której doszło w dzielnicy Anacostia w Waszyngtonie. Do zdarzenia ok. godz. 20. podczas koncertu w rejonie osiedla Barry Farm. (wp.pl)
- Korea Północna przeprowadziła udany test silnika rakietowego dużej mocy do wynoszenia satelity na orbitę. (wp.pl)

## 18 września
- Generał Ranbir Singh stwierdził, że Pakistan stał za atakiem islamistów na bazę indyjskiej armii w Uri w Kaszmirze, dokonanym przez czterech mężczyzn z bronią automatyczną i granatami. Zginęło 17 żołnierzy oraz wszyscy czterej napastnicy. (wp.pl)
- Co najmniej 13 osób zginęło w tajlandzkiej prowincji Ajutthaja, na północ od Bangkoku, kiedy na rzece Menam łódź z ponad 100 osobami na pokładzie wywróciła się po uderzeniu w filar mostu. (onet.pl)
- Jedna osoba zginęła, 14 zostało rannych, w tym dwoje było w stanie ciężkim w wyniku eksplozji w Premià de Mar, miejscowości wypoczynkowej nieopodal Barcelony. (wp.pl)
- Osiem osób zostało rannych podczas ataku nożownika w centrum handlowym w St.Cloud w stanie Minnesota. Mężczyzna został zastrzelony przez policję, który nie był na służbie, ale był w miejscu zdarzenia. Szef policji powiedział, że napastnik wykrzykiwał „religijne hasła”. a jedną z ofiar pytał „czy jest muzułmaninem”. (wp.pl, onet.pl)
- Podczas operacji antyterrorystycznej w Stambule policja zatrzymała 40 cudzoziemców podejrzanych o związki z Państwem Islamskim. Podejrzani pochodzą z Azerbejdżanu, Iranu, Iraku i Afganistanu. (wp.pl)
- W wyborach parlamentarnych w Rosji wygrała rządząca Jedna Rosja uzyskując rekordowe 343 mandaty i większość konstytucyjną. Następne były Komunistyczna Partia Federacji Rosyjskiej, nacjonalistyczna Liberalno-Demokratyczna Partia Rosji oraz Sprawiedliwa Rosja. (tvn24.pl, polskieradio.pl)
- Wybory do Izby Deputowanych kraju związkowego Berlin wygrała ponownie Socjaldemokratyczna Partia Niemiec (SPD) przed chadekami CDU i innymi partiami lewicowymi. Historyczny sukces odniosła skrajnie prawicowa Alternatywa dla Niemiec (AfD) zdobywając piąte miejsce i po raz pierwszy wchodząc do berlińskiego landstagu z 25 mandatami. (dw.com)
- Zakończyły się, rozgrywane we francuskim Plumelec, mistrzostwa Europy w kolarstwie szosowym. Po raz pierwszy w historii w programie zawodów znalazły się wyścigi elity. (uec.ch)
- Zakończyły się, rozgrywane w Rio de Janeiro, igrzyska paraolimpijskie. (rio2016.com)

## 17 września
- Przedstawiciel ministerstwa obrony Rosji generał Igor Konaszenkow podał, że w nalocie koalicji zginęło 62 żołnierzy syryjskich, a ok. 100 osób zostało rannych. Samoloty koalicji, dwa F-16 i dwa A-10, zbombardowały żołnierzy syryjskich koło lotniska w Dajr az-Zaur na wschodzie Syrii, którzy zostali otoczeni przez bojowników Państwa Islamskiego. (wp.pl)
- Co najmniej 29 osób zostało rannych, w tym jedna poważnie, w eksplozji, która miała miejsce w Nowym Jorku. Zdaniem świadków ładunek wybuchowy został umieszczony w pojemniku na śmieci. Za atakiem stał 28-letni Ahmad Khan Rahami, naturalizowany obywatel USA pochodzenia afgańskiego. (wp.pl, onet./pl)

## 16 września
- Co najmniej 20 osób zostało rannych (w tym dwie były w stanie bardzo ciężkim), w wyniku eksplozji gazu w Dijon we Francji. (onet.pl)
- Dwóch funkcjonariuszy policji i czterech cywilów zostało postrzelonych przez napastnika w amerykańskim mieście Filadelfia. Mężczyzna zginął podczas strzelaniny z policjantami, która wywiązała się podczas próby ucieczki.
- Biuro Wysokiego Komisarza ONZ ds. Uchodźców poinformowało, że ponad milion osób uciekło z ogarniętego wojną domową Sudanu Południowego. (onet.pl)
- Rzecznik amerykańskiego ministerstwa obrony Peter Cook poinformował, że w ataku przeprowadzonym 7 września w pobliżu miasta Ar-Rakka zginął minister informacji Państwa Islamskiego Wail Adil Hasan Salman al-Fajad, znany pod pseudonimem „Doktor Wail”. (wp.pl)
- W jednym z kościołów filialnych archidiecezji lwowskiej zostały odnalezione relikwie, w skład których wchodzą szaty grobowe bł. Jakuba Strzemię, patrona Lwowa i archidiecezji lwowskiej. Wśród relikwii są m.in. ornat, rękawiczki, pas jedwabny, mitra i pastorał. (onet.pl)

## 15 września
- W nalocie na kontrolowane przez Państwo Islamskie miasto Al-Majadin we wschodniej części Syrii zginęły 23 osoby. (wp.pl)
- Co najmniej sześć osób zginęło, a ponad 150 zostało rannych w katastrofie kolejowej w środkowym Pakistanie. W pobliżu miasta Multan w prowincji Pendżab Awam Express, jadący z Karaczi do Peszawaru, uderzył w tył stającego składu towarowego, w wyniku czego cztery wagony wypadły z torów. (onet.pl)
- Trzy osoby zginęły, a 33 zostały ranne w eksplozji granatu w więzieniu w mieście San Juan de Los Morros w Wenezueli. (onet.pl)
- Co najmniej jeden manifestant i pięciu policjantów zostało rannych w Paryżu podczas manifestacji przeciw reformie prawa pracy, która ma uelastycznić rynek i zmniejszyć bezrobocie. Według policji w proteście wzięło udział około 13 tys. osób. (onet.pl)
- W Serbii przy granicy z Bułgarią zatrzymano 71 imigrantów. Aresztowano dwóch kierowców przemycających ludzi w samochodach. (onet.pl)
- Chiny i Rosja rozpoczęły wspólne 8-dniowe manewry wojskowe na Morzu Południowochińskim, którego część akwenów stanowi przedmiot zaostrzającego się sporu terytorialnego głównie pomiędzy Chinami, Wietnamem i Filipinami. (onet.pl)
- USA i Izrael podpisały porozumienie ws. nowego 10-letniego pakietu pomocy wojskowej dla Izraela, opiewającej na co najmniej 38 miliardów dolarów. (tvn24.pl)
- Były albański minister pracy, spraw socjalnych i równych szans Spiro Ksera został skazany na 20 miesięcy więzienia za defraudację, której dopuścił się w okresie sprawowania urzędu. (onet.pl)
- Chiny umieściły na orbicie wokółziemskiej swój drugi kosmiczny moduł, w którym będą kwaterować i prowadzić badania naukowe kosmonauci z cumujących do niego statków załogowych. Rakieta nośna Chang Zheng 7 z modułem Tiangong 2 wystartowała z kosmodromu Jiuquan na pustyni Gobi, ok. 1600 km na północny zachód od Pekinu. (onet.pl)

## 14 września
- Dwóch nastolatków na rowerach zostało śmiertelnie potrąconych przez szynobus na przejeździe kolejowym w Łozowie koło Sokółki (województwo podlaskie). (tvn24.pl)
- 24 turystów zostało rannych w wyniku wypadku autobusu, do którego doszło pod Barceloną. Pojazd jechał z Lloret de Mar na lotnisko El Prat. (wp.pl)
- O 23.00 czasu polskiego, a o północy czasu miejscowego, na Donbasie zaczęło obowiązywać zawieszenie broni między prorosyjskimi separatystami a ukraińskimi wojskami rządowymi. (onet.pl)
- Silny tajfun (supertajfun) Meranti o prędkości wiatru dochodzącej do 216 km/h dotarł do Tajwanu. Prawie 200 tys. domów zostało pozbawionych prądu, zamknięto szkoły i urzędy. Odwołano również większość lotów, w tym międzynarodowe. (onet.pl)
- Słoweniec Aleksander Čeferin został wybrany nowym prezydentem UEFA. W głosowaniu wygrał z ogromną przewagą 42:13 nad Holendrem Michaelem van Praagiem. (tvn24.pl)
- Agencja NASA opublikowała nowe fotografie wykonane na powierzchni Marsa przez znajdujący się tam łazik Curiosity Rover, który uwiecznił obraz geograficznego układu planety. Na zdjęciach widoczne są formacje skalne i pustynne tereny. (onet.pl)
- Niemiecki koncern chemiczny i farmaceutyczny Bayer poinformował, że jego oferta przejęcia międzynarodowego koncernu biotechnologicznego Monsanto opiewająca na sumę 66 mld dolarów została przyjęta. Podpisano porozumienie w sprawie fuzji. (onet.pl)

## 13 września
- Jedna osoba zmarła, a cztery zostały poważnie ranne w wyniku upadku łodzi ratunkowej, do jakiego doszło na największym na świecie statku wycieczkowym Harmony of the Seas. (tvn24.pl)
- Syryjskie Obserwatorium Praw Człowieka podało, że co najmniej 301 tys. ludzi zginęło w wyniku wojny domowej w Syrii, która wybuchła w marcu 2011 roku. (tvn24.pl)
- Przywódcy Donieckiej Republiki Ludowej i Ługańskiej Republiki Ludowej Aleksandr Zacharczenko i Igor Płotnicki ogłosili, że w nocy z 14 na 15 września wprowadzą jednostronne zawieszenie broni. (wp.pl)
- Prezydent Armenii Serż Sarkisjan na premiera powołał Karena Karapetiana, który przez wiele lat był wysokiej rangi menedżerem rosyjskiego Gazpromu. (wyborcza.biz)
- Izrael umieścił na orbicie satelitę szpiegowskiego Ofek-11, mającego dostarczać informacje m.in. na temat Iranu. Urządzenie może transmitować obraz wysokiej rozdzielczości. (wp.pl)

## 12 września
- Według raportu ministra spraw zagranicznych Korei Północnej Ri Yŏnga Ho w wyniku powodzi, która nawiedziła Koreę Północną w regionie przy granicy z Chinami, zginęły 133 osób, 395 uznano za zaginione, a 107 tys. ludzi musiało opuścić swoje domostwa po wyjściu rzeki Tumen z brzegów. (onet.pl)
- W centrum miasta Wan na południowym wschodzie Turcji miał miejsce silny wybuch spowodowany detonacją samochodu wypełnionego materiałami wybuchowymi. Rannych zostało 19 osób, w tym dwóch policjantów. (tvn24.pl)
- Sąd Najwyższy Izraela uznał, że budzące kontrowersje prawo pozwalające na przymusowe karmienie prowadzących strajk głodowy więźniów aresztowanych za działalność terrorystyczną, jest zgodne z konstytucją. (onet.pl)
- O godzinie 8.35 czasu lokalnego w regionie Naenam-myeon w południowej części Korei Północnej miało miejsce trzęsienie ziemi o magnitudzie 5,8. Nie ma informacji o ofiarach śmiertelnych, dwie osoby zostały lekko ranne. (tvnmeteo.tvn24.pl)

## 11 września
- 10 jemeńskich żołnierzy zginęło, a 14 zostało rannych w zamachu samobójczym w południowym Jemenie. Zamachowiec w samochodzie wyładowanym materiałami wybuchowymi uderzył w stanowisko armii lojalnej wobec prezydenta Abd ar-Raba Mansura Al-Hadiego w okręgu Al-Wadie w muhafazie Abjan na południu kraju. (tvn24.pl)
- Dwóch członków załogi pływającego hotelu zginęło, gdy w nocy na kanale Men-Dunaj statek uderzył w most. Do wypadku doszło w Erlangen w Bawarii. (onet.pl)
- W wyborach parlamentarnych w Chorwacji nieznaczną przewagę uzyskała Konserwatywna Chorwacka Wspólnota Demokratyczna uzyskując 61 mandatów. Socjaldemokratyczna Partia Chorwacji zdobyła 54 mandaty. (onet.pl)
- Na Białorusi rozpoczęło się głosowanie do niższej izby parlamentu, Izby Reprezentantów. (onet.pl)
- Papież Franciszek beatyfikował polskiego księdza Władysława Bukowińskiego. Legat papieski kardynał Angelo Amato w katedrze katolickiej w Karagandzie odczytał odpowiedni dekret[1].
- Amerykańska flota przeprowadziła testy jednego ze swoich najnowszych okrętów, USS Jackson. Trzy razy w jego pobliżu zdetonowano umieszczone pod wodą silne ładunki wybuchowe ważące po pięć ton. Sprawdzano w ten sposób jak nowy okręt zniesie pobliskie eksplozje podczas prawdziwej walki. (tvn24.pl)
- Kolumbijczyk Nairo Quintana (Movistar Team) zwyciężył w wyścigu kolarskim Vuelta a España. (lavuelta.com)
- W finale gry pojedynczej panów podczas tenisowego turnieju wielkoszlemowego US Open Szwajcar Stan Wawrinka pokonał Serba Novaka Đokovića 6:7(1), 6:4, 7:5, 6:3. (usopen.org)

## 10 września
- Około 100 cywilów zginęło, a kilkadziesiąt zostało rannych w wyniku ataków, najprawdopodobniej rządowych i rosyjskich sił powietrznych, na kontrolowane przez rebeliantów miasta Aleppo i Idlib w północnej Syrii. (onet.pl, wp.pl)
- Co najmniej 25 osób zginęło, a 70 zostało rannych w wielkim pożarze w fabryce opakowań na północ od stolicy Bangladeszu, Dhaki. Powodem była najpewniej eksplozja bojlera. (onet.pl)
- Co najmniej 10 osób poniosło śmierć, a 28 zostało rannych w eksplozjach dwóch samochodów przed centrum handlowym w Bagdadzie. Auta wyładowane były materiałami wybuchowymi; jeden z nich był kierowany przez zamachowca-samobójcę. (wp.pl)
- Kilka osób zginęło wskutek trzęsienia ziemi o sile 5,7 w skali Richtera, które nawiedziło północno-zachodnią Tanzanię. Wstrząs nastąpił o 14.27 czasu polskiego na głębokości 10 km tuż przy granicy z Ugandą, w miejscu odległym o 43 km na północny zachód od miasta Bukoba na zachodnim brzegu Jeziora Wiktorii. (wp.pl)
- Dwa z siedmiu reaktorów jądrowych w Belgii zostały wyłączone z powodu awarii. (onet.pl)
- Cypr po raz pierwszy w historii podzieli kraj na dwie strefy czasowe. Pod koniec października Grecy cypryjscy przejdą na czas zimowy, a Turcy cypryjscy zostaną przy czasie letnim. (businessinsider.com.pl)
- Właściciel marki Zara, Amancio Ortega został najbogatszym człowiekiem na świecie z majątkiem szacowanym na 79,5 mld dolarów, czyli o 1 mld więcej niż posiadał dotychczas najbogatszy człowiek na świecie, Bill Gates. (wp.pl)
- W finale gry pojedynczej pań podczas tenisowego turnieju wielkoszlemowego US Open Niemka Angelique Kerber pokonała Czeszkę Karolínę Plíškovą 6:3, 4:6, 6:4. (usopen.org)

## 9 września
- Cztery osoby nie żyją, a niemal 50 zostało rannych w wyniku wykolejenia się portugalskiego pociągu (którym jechało ok. 70 osób) na północnym zachodzie Hiszpanii w miejscowości O Porriño. Pociąg jechał z Vigo do oddalonego o 150 km miasta Porto. (wp.pl)
- Trzy ofiary śmiertelne i ogromne szkody to bilans gwałtownej ulewy, która przeszła przez Grecję. Zalanych zostało wiele rejonów od Salonik po Peloponez. Największe straty odnotowano w Kalamacie, gdzie ogłoszono stan wyjątkowy. (onet.pl)
- 31 osób odniosło obrażenia na Sardynii, gdy kierowca samochodu osobowego stracił nad nim panowanie i wpadł w tłum uczestników ulicznej zabawy. Ludzie rzucili się, żeby zlinczować kierowcę, w wyniku czego mężczyzna został zraniony nożem. (wp.pl)
- Tysiące Irańczyków wyszły na ulice, aby zaprotestować przeciwko Arabii Saudyjskiej i rządzącej nią rodzinie królewskiej. Demonstracje odbyły się w związku z rozpoczynającą się doroczną pielgrzymką do Mekki. (onet.pl)
- Prezydent nieuznawanego Naddniestrza Jewgienij Szewczuk podpisał dekret w sprawie przygotowań do integracji z Rosją. Dokument dotyczy „realizacji wyników referendum z 2006 r., gdzie 97 proc. mieszkańców regionu poparło jego niepodległość z późniejszym przyłączeniem do Federacji Rosyjskiej”. Władze w Kiszyniowie nie uznały dekretu, podpisanego w Tyraspolu. (tvn24.pl)
- Polska grupa Alumetal otworzyła swój pierwszy zakład produkcyjny na Węgrzech, w miejscowości Komárom na północy kraju, przy granicy ze Słowacją. Wartość inwestycji to 30 mln euro. (onet.pl)
- Łazik Curiosity, który od czterech lat bada powierzchnię Marsa, napotkał na rejon, który może być bogaty w zasoby wodne. (onet.pl)
- O świcie nad Cyprem przeleciał meteoryt szacowany na cięższy niż pięć kilogramów. Towarzyszył mu niebieski ogon, błyski i huki. Biuro prasowe cypryjskiej policji poinformowało o setkach telefonów od zaniepokojonych zjawiskiem mieszkańców. (onet.pl)
- W wieku 54 lat zmarł Krzysztof Miller, fotoreporter wojenny, od 1989 r. związany z „Gazetą Wyborczą”. (wyborcza.pl)

## 8 września
- Lotnictwo Izraela przeprowadziło naloty w Syrii, które były odpowiedzią na działania syryjskich bojówkarzy, którzy ostrzelali z moździerzy izraelską część Wzgórz Golan. (tvn24.pl)
- Stany Zjednoczone zamknęły jeden z obozów w Guantanamo na Kubie, tzw. Camp 5, obóz o zaostrzonym rygorze. Decyzja o zamknięciu spowodowana była spadkiem liczby osadzonych. (wp.pl)
- Uzbecki parlament powołał premiera Shavkata Mirziyoyeva na pełniącego obowiązki prezydenta. (onet.pl)
- Premier Armenii Howik Abrahamian oświadczył, że podaje się do dymisji. (onet.pl)
- Z bazy sił powietrznych na Półwyspie Canaveral wystartowała bezzałogowa sonda NASA OSIRIS-REx z misją sprowadzenia na Ziemię próbek planetoidy (101955) Bennu. (Kosmonauta.net)

## 7 września
- W trakcie operacji antyterrorystycznej w Dagestanie rosyjskie siły specjalne zastrzeliły sześciu ekstremistów. Wśród nich przywódcę Magomeda Chalimbekowa. (tvn24.pl)
- Cztery osoby zginęły w katastrofie śmigłowca ratunkowego Bell 429 GlobalRanger w środkowej części Słowacji. Maszyna rozbiła się w okolicach Bańskiej Bystrzycy. Wrak i ciała ofiar odnaleziono w górzystym i trudno dostępnym terenie. (wp.pl)
- Trzech policjantów i pilot śmigłowca zginęło w trakcie akcji zatrzymania przywódców jednej z lokalnych grup przestępczych w rejonie miasta Apatzingán de la Constitución, leżącego około 300 km od stolicy Meksyku. (onet.pl)
- Syryjski reżim rozpoczął uwalnianie 169 więźniów politycznych w zamian za wydanie przez rebeliantów zwłok pięciu rosyjskich żołnierzy, których helikopter został w sierpniu 2016 roku zestrzelony przez rebeliantów w prowincji Idlib. (wp.pl)
- Minister ds. imigracji Robert Goodwill poinformował, że Francja zamierza wybudować wysoki na 4 m mur z betonu, który ma uniemożliwić migrantom przedostanie się na ciężarówki jadące do Wielkiej Brytanii. (wp.pl)
- W Jordanii zarekwirowano ponad 13 mln tabletek captagonu (fenetyliny), ukrytego w kontenerze z suszarkami do ubrań. Zatrzymano trzy osoby. (wp.pl)

## 6 września
- Co najmniej 12 cywilów zginęło w wybuchu samochodu pułapki w dzielnicy handlowej w centrum Bagdadu. 28 osób zostało rannych. Do zamachu przyznało się Państwo Islamskie. (onet.pl)
- Co najmniej dwie osoby zginęły w następstwie zawalenia się w Tel Awiwie budowanego wielokondygnacyjnego parkingu podziemnego. Kilkanaście zostało rannych. (onet.pl)
- Trzech tureckich żołnierzy zginęło, a czterech zostało rannych w ataku dżihadystów z Państwa Islamskiego na północy Syrii. (onet.pl)
- Syryjscy aktywiści i ratownicy poinformowali, że śmigłowce rządowe zrzuciły na pozycje rebeliantów w Aleppo, w północno-zachodniej części kraju, bomby beczkowe z chlorem. W wyniku tego nalotu dziesiątki osób odniosły obrażenia[2].
- Niemiecki koncern chemiczny i farmaceutyczny Bayer AG podniósł ofertę przejęcia międzynarodowego koncernu biotechnologicznego Monsanto do 65 mld dolarów. W wyniku połączenia obu firm powstałoby największe na świecie przedsiębiorstwo w dziedzinie materiału siewnego, ochrony roślin i lidera rynku w USA, Europie i Azji. (tvn24bis.pl)
- W stoczni Bath Iron Works w stanie Maine zwodowany został najdroższy okręt świata, USS Zumwalt. Łączy koszt produkcji niszczyciela wyniósł około 5 mld dolarów. Statek został wyposażony w technologię wojskową, dzięki której m.in. jest niewykrywalny dla radarów, posiada działo kal. 155 mm czy system broni podwodnej. (onet.pl)
- Reprezentacja Polski w piłce nożnej plażowej po wygraniu z Rosją 5:3 we włoskim Jesolo awansowała do Mistrzostw Świata 2017, które odbędą się na Bahamach. (polsatsport.pl)

## 5 września
- Co najmniej 48 osób zginęło w zamachach bombowych, do których doszło w Syrii na terenach kontrolowanych przez siły rządowe i Kurdów. Do zamachów przyznało się Państwo Islamskie. (tvn24.pl)
- Co najmniej 24 osoby zginęły, a ponad 90 zostało rannych w podwójnym zamachu bombowym, do którego doszło dziś w Kabulu w pobliżu ministerstwa obrony Afganistanu. (onet.pl)
- Sześciu bojowników jemeńskiego odłamu Al-Ka’idy zginęło w zbombardowanym przez amerykański dron domu. Do zdarzenia doszło na terytoriach plemiennych w centralnej prowincji Marib. (tvn24.pl)
- Siły powietrzne Turcji zniszczyły 12 celów na północy Iraku. Celem ataku był obszar, gdzie siedzibę ma kierownictwo zdelegalizowanej w Turcji Partii Pracujących Kurdystanu. (onet.pl)
- Na południu Rosji rozpoczęły się strategiczne ćwiczenia dowódczo-sztabowe Kaukaz-2016 z udziałem 12,5 tys., na poligonach Południowego Okręgu Wojskowego oraz na wodach mórz Czarnego i Kaspijskiego. Na manewrach testowane były nowe rodzaje broni i sprzętu wojskowego, a także systemy dowodzenia. (onet.pl)
- W Calais odbyła się akcja protestacyjna handlowców i kierowców ciężarówek, domagających się likwidacji „dżungli Calais”, czyli obozowiska dla migrantów w tym mieście na północy Francji. (onet.pl)
- Ponad 5 tys. wtórnych wstrząsów sejsmicznych odnotowano w środkowych Włoszech od czasu trzęsienia ziemi, w którym zginęło prawie 300 osób. (wp.pl)
- W Honolulu odbył się kongres Międzynarodowej Unii Ochrony Przyrody, podczas którego goryla wschodniego uznano za gatunek krytycznie zagrożony wyginięciem, a Cziru tybetańskiego zakwalifikowano do kategorii „bliskiej zagrożeniu”. (wp.pl)

## 4 września
- Co najmniej 36 osób zginęło, a ponad 25 osób jest rannych w czołowym zderzeniu cysterny z autobusem w okręgu Szar-e Safa na południu Afganistanu, na głównej drodze łączącej stolicę kraju Kabul z położonym na południu miastem Kandahar. (wp.pl)
- Przechodzący przez północne wybrzeże Stanów Zjednoczonych huragan Hermine zabił dwie osoby. Prędkość wiatru dochodziła do 100 km/h. Huragan wyrządził ogromne szkody; setki tysięcy domów zostało zniszczonych, a setki tysięcy ludzi od Florydy po Wirginię pozbawionych było dopływu energii elektrycznej. (wp.pl)
- Litwa dostarczyła 150 ton amunicji ukraińskim siłom rządowym biorącym udział w wojnie z separatystami na wschodzie Ukrainy. (tvn24.pl)
- Trzęsienie ziemi o sile 6,1 w skali Richtera nawiedziło dzisiaj filipińską wyspę Mindanao. Epicentrum wstrząsów znajdowało się 12 km na północny zachód od miasta Hinatuan, a Hipocentrum znajdowało się na głębokości ok. 10 km. Nie ma informacji o ofiarach i zniszczeniach materialnych. (onet.pl)
- Na placu Świętego Piotra pod przewodnictwem papieża Franciszka odbyła się msza kanonizacyjna Matki Teresy z Kalkuty. Udział we mszy wzięło co najmniej 100 tys. wiernych oraz 15 oficjalnych delegacji rządowych, m.in. z Indii z premierem Narendrą Modim na czele. (tvn24.pl)
- Radioteleskop RATAN-600 w Rosji zarejestrował silny 4-sekundowy sygnał z kosmosu na częstotliwości 11 GHz. Według Setha Shostaka z instytutu SETI, sygnał pochodzi z okolic gwiazdy HD164595 w gwiazdozbiorze Herkulesa, którą od naszej planety dzieli 95 lat świetlnych. Sygnał zarejestrowano w maju 2015 roku, jednak dopiero teraz ujawniono całe zdarzenie. (onet.pl)

## 3 września
- Grupa uzbrojonych mężczyzn na wielbłądach dokonała napadu na nigeryjską wieś Toumour w regionie Diffa, w wyniku czego zginęło 5 osób, a wiele zostało rannych. Sprawcami ataku byli prawdopodobnie bojownicy z grupy Boko Haram. (wp.pl)
- Blisko 30 tys. Kurdów zgromadziło się w Kolonii na zachodzie Niemiec, domagając się od władz tureckich uwolnienia przywódcy Partii Pracujących Kurdystanu Abdullaha Öcalana oraz protestując przeciw polityce Ankary wobec Kurdów. (tvn24.pl)
- Pomnik Stanisława Moniuszki i współpracującego z nim dramaturga Wincentego Dunina Marcinkiewicza został uroczyście odsłonięty koło ratusza na placu Wolności w Mińsku. (wp.pl)
- Trzęsienie ziemi o sile 5,6 w skali Richtera wystąpiło w stanie Oklahoma. Epicentrum znajdowało się 120 km na północny wschód od Oklahoma City. Nie było doniesień o ofiarach. (wp.pl)
- Amerykańska sonda kosmiczna Juno nadesłała zdjęcia Jowisza, na których widać kłębiące się chmury w rejonach biegunów planety oraz czerwoną zorzę polarną. (onet.pl)
- Dzięki nowatorskim badaniom laserowym w azjatyckiej dżungli odkryto rozległe pozostałości po jednej z najmniej zbadanych dawnych cywilizacji, Imperium Angkoru. (tvn24.pl)

## 2 września
- Tureckie wojsko podało, że w nalotach i operacjach lądowych w prowincji Hakkari] na południowym wschodzie kraju zginęło 27 bojowników a 30 zostało rannych z zakazanej w Turcji Partii Pracujących Kurdystanu. (wp.pl)
- W stolicy Iraku Bagdadzie zginęło co najmniej 15 osób, a ponad 50 zostało rannych. W ostrzale rakietowym w zachodniej części miasta zginęło pięć osób, a 15 zostało rannych z kolei w czterech innych zamachach bombowych, do których doszło na terenach handlowych w różnych częściach Bagdadu zginęło ogółem 10 osób. (wp.pl)
- W serii zamachów w północno-wschodnim Pakistanie zamachowcy zaatakowali sąd w mieście Mardan i chrześcijańskie osiedle w Peszawarze. Zginęło 17 osób, są dziesiątki rannych. W wyniku strzelaniny zginęło 4 terrorystów i jeden mieszkaniec osiedla. (wp.pl)
- W eksplozji, do której doszło na ulicznym targowisku w Davao, rodzinnym mieście prezydenta Filipin Rodrigo Duterte, zginęło co najmniej 14 osób, a ok. 70 zostało rannych. W czasie wybuchu Duterte był w mieście. (tvn24.pl, wp.pl)
- Władze Uzbekistanu potwierdziły śmierć Isloma Karivowa, pierwszego prezydenta tego kraju. Karimov 27 sierpnia trafił do szpitala w wyniku udaru mózgu. Informacja o śmierci była prawdopodobnie odkładana, z powodu sporu o sukcesję w otoczeniu panującego przez 25 lat dyktatora. (tvn24, wyborcza.pl)
- Huragan Hermine o prędkości wiatru dochodzącej do 130 km/h zbliżał się znad Zatoki Meksykańskiej do zachodnich wybrzeży Florydy. Władze ogłosiły stan pogotowia w 51 z 67 hrabstw tego stanu. (onet.pl)

## 1 września
- W stolicy Gabonu, Libreville dochodziło do gwałtownych starć z powodu kontestowanego wyniku wyborów prezydenckich. Zginęły co najmniej trzy osoby, a około 1,1 tys. osób aresztowano. (wp.pl)
- 1,1 mln Wenezuelczyków domagających się referendum w sprawie odwołania lewicowego prezydenta Nicolása Maduro demonstrowało w stolicy kraju, Caracas. (tvn24.pl)
- Pracownicy Coca-Coli we Francji podczas odpakowywania paczki z Kostaryki odkryli ogromny worek kokainy na terenie fabryki. Wg prokuratury, znalezisko ważyło 370 kg, a jego wartość rynkową szacuje się na ponad 200 milionów złotych. (wp.pl)
- W użytkowanej przez prywatną firmę SpaceX części kosmodromu na przylądku Canaveral na Florydzie nastąpił wybuch podczas rutynowej próby bezzałogowej rakiety Falcon 9. Zniszczeniu wraz z rakietą uległ satelita Amos 6. (wp.pl)
- W Nowej Zelandii wystąpiły wstrząsy o sile 7,2 stopnia w skali Richtera. Epicentrum wstrząsów miało miejsce zaledwie niecałe 150 km od miasta Gisborne. (onet.pl)